# Planococcus
Planococcus ist eine Gattung von Bakterien. Die Gattung zählt zu den grampositiven Bakterien.

## Merkmale

### Erscheinungsbild
Die Zellen von Planococcus sind kokkenförmig. Der Durchmesser beträgt 1,0–1,2 μm. Die Zellen können allein, in Paaren (Diplokokken), als Tetraden oder in Haufen auftreten. Die Zellen sind aktiv beweglich, sie besitzen ein oder zwei Flagellen. Endosporen werden nicht gebildet. Die Kolonien zeigen eine gelb-orange Färbung.

### Stoffwechsel
Planococcus ist chemo-organotroph. Die Gattung ist aerob, zur Energiegewinnung wird die Atmung eingesetzt. Der Katalase-Test ist immer positiv, der Urease-Test verläuft immer negativ. Der Oxidase-Test verläuft je nach Art unterschiedlich, so ist die Art Planococcus plakortidis oxidasepositiv, P. maritimus oxidasenegativ. Nitrat wird von einigen Arten reduziert, z. B. von Planococcus columbae und P. maitriensis. Die Arten sind halotolerant, toleriert werden 0–17 % Natriumchlorid (Kochsalz). Einige Kulturen sind auch halophil, sie sind auf hohe Salzkonzentrationen angewiesen.

### Chemotaxonomische Merkmale
Die Gram-Färbung verläuft bei den Arten von Planococcus grampositiv bis gramvariabel. Bei letzteren verläuft die Gram-Färbung bei jungen Kulturen negativ, bei älteren positiv. Der GC-Gehalt in der Bakterien-DNA liegt, je nach Art, zwischen 39 und 52 Mol-Prozent. Die überwiegende Menachinone sind MK-6, MK-7 und MK-8. Wichtig für die Identifizierung der Gattung ist die Aminosäure L-Lysin der Zellwand, was auch für die ganze Familie der Planococcaceae gilt.  Der Peptidoglycantyp ist A4α, die beiden Tetrapeptide der Peptidbrücke sind über eine D-Glutaminsäure verbunden (Typ L-Lys-D-Glu).

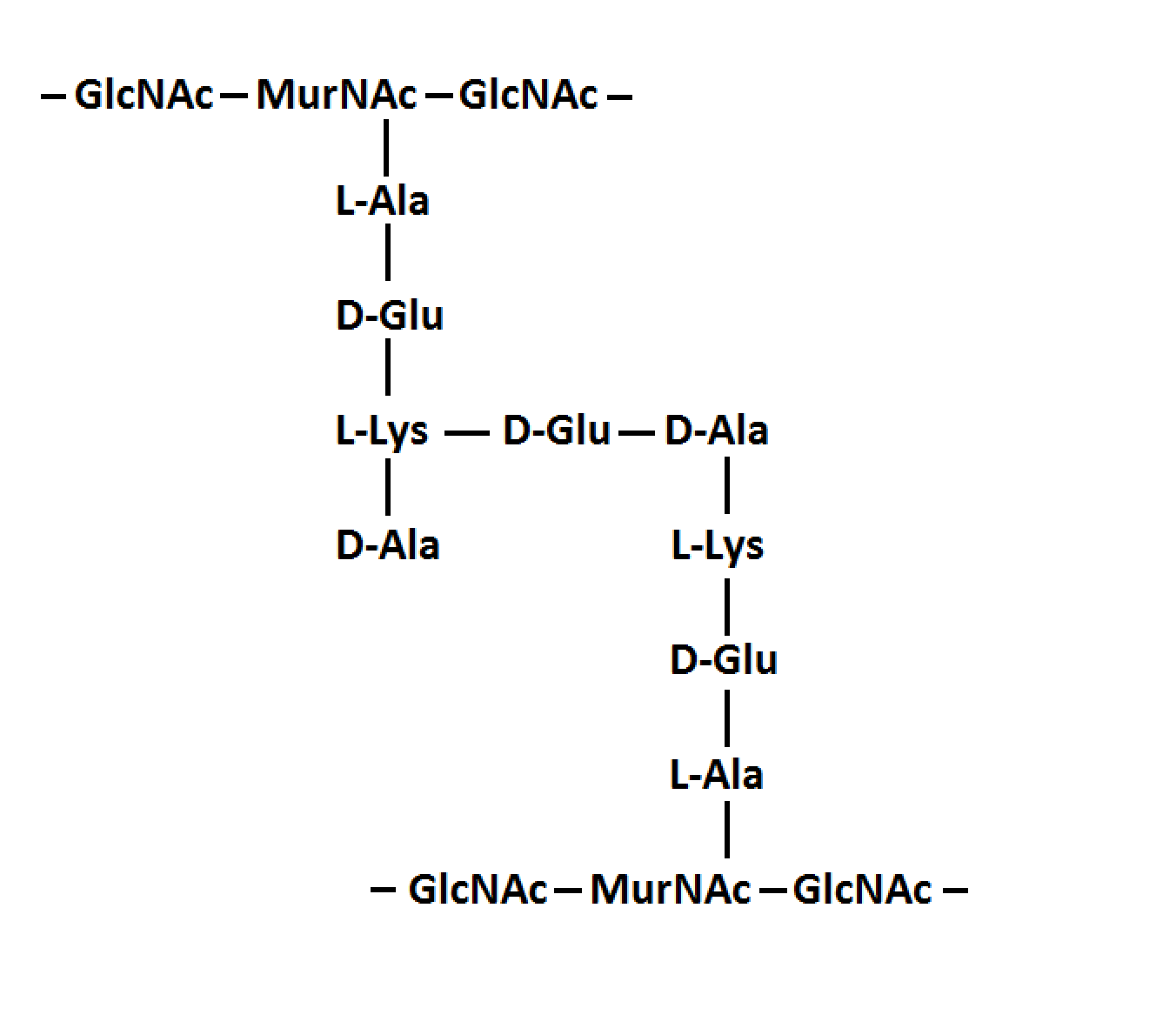
Peptidoglycantyp A4α mit L-Lys-D-Glu

Bei den zellulären Fettsäuren handelt es sich vor allem um verzweigte Fettsäureketten vom Typ anteiso-C15:0, anteiso-C17:0 und iso-C16:0. Die psychrophile Art Planococcus antarcticus besitzt auffällige Mengen von C15:1, iso-C16:1 und C18:1.
Die am häufigsten in der Membran vorkommende Lipide sind  Diphosphatidylglycerin und Phosphatidylglycerin.

## Systematik
Die Gattung Planococcus wird zu der Familie Planococcaceae gestellt, diese zählt wiederum zu den Firmicutes. Die Typusart ist Planococcus citreus. Die Gattung wurde im Jahr 1894 von Walter Migula erstbeschrieben und 1996 von Nakagawa et al. erweitert. Die früher in dieser Gattung geführten Arten Planococcus alkanoclasticus, P. mcmeekinii, P. stackebrandtii und P. okeanokoites wurden dann im Jahr 2001 zu der hierzu neu aufgestellten Gattung Planomicrobium gestellt. Wobei die Art Planococcus alkanoclasticus bei LPSN weiterhin geführt wird und Planomicrobium alcanoclasticum als Synonym bezeichnet wird. Planoccous halophilus ist nun als Marinococcus halophilus klassifiziert.
Einige Arten: (Stand 16. Januar 2019):
- Planococcus antarcticus Reddy et al. 2002
- Planococcus citreus Migula 1894
- Planococcus columbae Suresh et al. 2007
- Planococcus donghaensis Choi et al. 2007
- Planococcus halocryophilus Mykytczuk et al. 2012
- Planococcus kocurii Hao and Komagata 1986
- Planococcus maitriensis Alam et al. 2004
- Planococcus maritimus Yoon et al. 2003 emend. Ivanova et al. 2006
- Planococcus plakortidis Kaur et al. 2012
- Planococcus ruber Wang et al. 2017
- Planococcus rifietoensis corrig. Romano et al. 2003
- Planococcus salinarum Yoon et al. 2010
- Planococcus salinus Gan et al. 2018

## Etymologie
Der Name Planococcus setzt sich aus dem griechischen Wort planos („Wanderer“) und kokkos („Körnchen“, latinisiert coccus) zusammen und bezieht sich auf die Eigenschaft der Motilität und die Form (es handelt sich um kokkenförmige Arten) dieser Bakterien.

## Ökologie
Planococcus antarcticus ist psychrophil, es  lebt nur unter niedrigen Temperaturen, aber auch mesophile Arten sind vorhanden. Verschiedene Arten kommen in der Antarktis vor, wie z. B. Planococcus maitriensis und P. antarcticus. Im Permafrostboden bei der Wetterstation Eureka auf der Insel Ellesmere Island im kanadisch-arktischen Archipel  wurde Planococcus halocryophilus  gefunden. Das Bakterium zeigt Wachstum und Teilung noch bei – 15 °C und ist metabolisch noch bei −23 °C  aktiv. Die Art Planococcus antarcticus wurde in Matten von Cyanobakterien aus Teichen in der Antarktis gefunden und zeigt Wachstum bei Temperaturen von 0 bis 30 °C.
In einer schwefelhaltigen Quelle wurde Planococcus rifietoensis entdeckt. Diese Art kann gegen die Grauschimmelfäule, verursacht von dem Schimmelpilz Botrytis cinerea eingesetzt werden.
Die früher in dieser Gattung geführte Art Planococcus alkanoclasticus (jetzt zu der Gattung Planomicrobium als Planomicrobium alkanoclasticum gestellt) wurde aus einem mit Rohöl kontaminierten Bach in England isoliert und ist in der Lage verschiedene verzweigte und unverzweigte Alkane mit bis zu 33 C-Atomen abzubauen, was diese Art für die Reinigung von kontaminierten Böden interessant macht.